# Udham Singh Nagar
Udham Singh Nagar är ett distrikt i delstaten Uttarakhand i Indien. Den administrativa huvudorten är Rudrapur.